# プライド・オブ・シンシナティ
プライド・オブ・シンシナティ(Pride of Cincinnati)は、アメリカ合衆国オハイオ州シンシナティを本拠地とするカラーガードチームである。

## 概要
毎年、日本からの参加者も多い、人気の高いカラーガードチームである。
かつては中堅クラスのチームであったが、1997年、男性のみの編成で挑んだショウで初の3位入賞。その後現在まで数度の優勝経験を持つトップクラスのチームへと様変わりした。

## 変遷
1980年夏、The Pride of Cincinnati Drum & Bugle Corpsとして設立。1981年3月、『聖パチョリックの日』パレードにおいて初のパフォーマンスを行う。
その年の夏、初のツアー中に悲劇的な事故に見舞われ（ツアーバスの交通事故）数名の死傷者が出てしまう。一時断念しかけたツアーを何とか続行、DCI(Drum Corps International)において30位という成績を修める。
結局、1981年から1984年までの4年間しか活動はしなかった。
1983年、カラーガードメンバー、及びビジュアルスタッフの要望により、Pride of Cincinnati Winter Guardを結成。1984年のWGI(Winter Guard International)に参加。決勝進出は果たせなかったが、その後Drum CorpsからWinter Guardへと活動を一本化することとなる。